# Tainia macrantha
Tainia macrantha är en orkidéart som beskrevs av Joseph Dalton Hooker. Tainia macrantha ingår i släktet Tainia och familjen orkidéer. Inga underarter finns listade i Catalogue of Life.